# Mark Romanek
Mark Romanek (Chicago, 18 de setembro de 1959) é um diretor de vídeos estadunidense.
Diretor premiado, também dirigiu filmes teatrais.  Ele dirigiu aquele que é considerado como  clipe mais caro de todos os tempos, "Scream", de Michael Jackson e Janet Jackson - apesar de o próprio Romanek ter afirmado que há clipes lançados por volta da mesma altura que "Scream" que teriam custado "mais milhões" do que o clipe dos irmãos Jackson, que se cifrou nos sete milhões de dólares -, assim como o quarto clipe mais caro de sempre, "Bedtime Story" (1995), de Madonnna, em que foram investidos cinco milhões de dólares. Este vídeo musical de Madonna está em exposição permanente no Museu de Arte Moderna de Nova Iorque.
Romanek recebeu o prêmio Michael Jackson Video Vanguard Award no MTV Video Music Awards de 1997.